# Oleg Pieszkow
Oleg Anatoljewicz Pieszkow (ros. Олег Анатольевич Пе́шков, ur. 3 sierpnia 1970 we wsi Kosicha w Kraju Ałtajskim, zm. 24 listopada 2015 k. Góry Turkmen w Syrii) – rosyjski pilot wojskowy, podpułkownik, Bohater Federacji Rosyjskiej (2015).

## Życiorys
W 1985 skończył ośmioletnią szkołę w Ust-Kamienogorsku, w 1987 z wyróżnieniem ukończył szkołę wojskową w Swierdłowsku), a w 1991 ze złotym medalem ukończył Charkowską Wyższą Wojskową Lotniczą Szkołę Pilotów. Później z wyróżnieniem ukończył Wojskową Akademię Powietrzną im. Gagarina. W latach 1991–2009 służył jako pilot-instruktor w bazach lotniczych Kant (w obwodzie czujskim) i Wozżajewka (w obwodzie amurskim), dowodził eskadrą w Kraju Nadmorskim, później odpowiadał za służbę bezpieczeństwa lotów w 4 Państwowym Centrum Przygotowania Personelu Lotniczego i Egzaminów Wojskowych Ministerstwa Obrony Rosji w Lipiecku. W sierpniu 2008 brał udział w działaniach bojowych przeciw Gruzji podczas wojny w Osetii Południowej, a od października 2015 uczestniczył w rosyjskiej operacji lotniczej w Syrii podczas tamtejszej wojny domowej.
24 listopada 2015 podczas wykonywania lotu bojowego na Su-24 został zestrzelony przez turecki myśliwiec nad górą Turkmen w Latakii przy granicy syryjsko-tureckiej i zginął podczas skoku na spadochronie wskutek ostrzelania przez turkmeńskich bojowników. Następnego dnia dekretem Prezydenta Federacji Rosyjskiej Władimira Putina został pośmiertnie uhonorowany tytułem Bohatera Federacji Rosyjskiej. O. Pieszkow był odznaczony również medalami.
Został pochowany w Lipiecku.